# 宋大武
宋大武（1506年—？），字文成，號伯石，浙江紹興府餘姚縣人，明朝政治人物，嘉靖間進士，官至廣東按察使司副使。

## 生平
嘉靖十六年（1537年）丁酉科浙江鄉試第四十九名。嘉靖二十年（1541年）會試第五十名，登進士第二甲第十三名。官刑部主事，升郎中，遷永平府知府。官至廣東按察使司副使。

## 家族
曾祖宋楷，曾任府教授；祖父宋庠，曾任驛丞；父宋仁。母朱氏；繼母黃氏。具庆下。兄大韶、大章。弟大元，听选官；大勺，同科進士；大奇；大渊。弟宋大勺，同榜進士。